# Stina Uddhammar

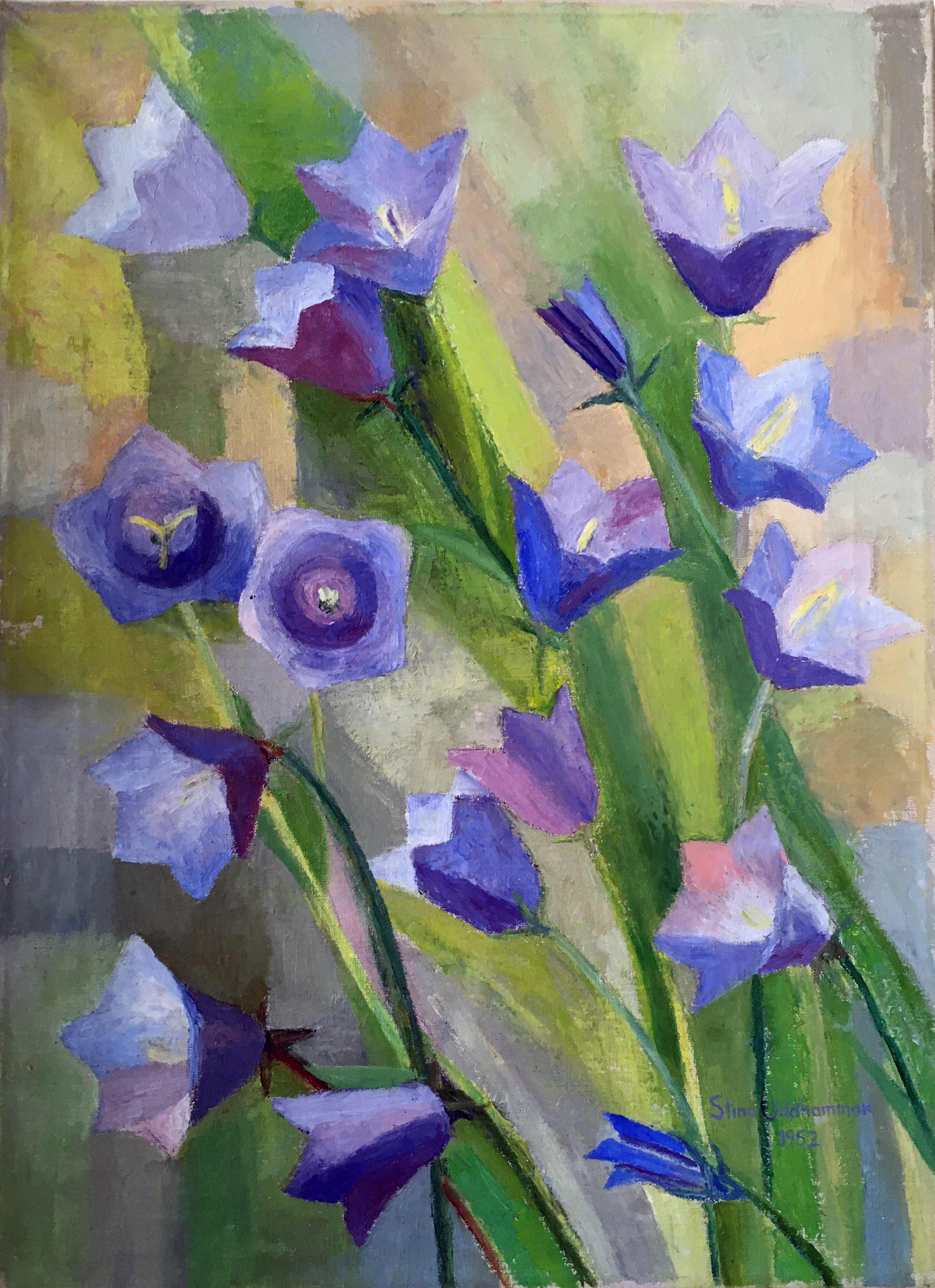
Blåklockor, Stina Uddhammar 1952 (privat ägo)

Stina Alfrida Uddhammar född 6 maj 1910 i Tofteryd, Jönköpings län, död där 1 oktober 1993, var en svensk målare.
Hov var dotter till hemmansägaren Jonas Johansson och Ida Lönn. Uddhammar studerade vid Tekniska skolan i Stockholm 1929–1934 och följde som extraelev undervisningen vid Otte Skölds målarskola 1933 samt genom självstudier under resor till bland annat Tyskland, Paris och Bryssel. Hon tilldelades ett stipendium ur Ulla Fröber-Cramers fond 1934. Hennes konst består huvudsakligen av landskapsskildringar utförda i olja eller akvarell.  